# Ciudad Victoria

Ciudad Victoria est la capitale de l'État de Tamaulipas, et se trouve au nord-est du Mexique. Elle est également le chef-lieu de la municipalité de Victoria. Située au pied de la de la chaîne de montagnes de la Sierra Madre orientale, elle est traversée par la rivière San Marcos, qui appartient au bassin versant du fleuve Río Soto La Marina, qui se jette à l'est dans le golfe du Mexique.

## Géographie

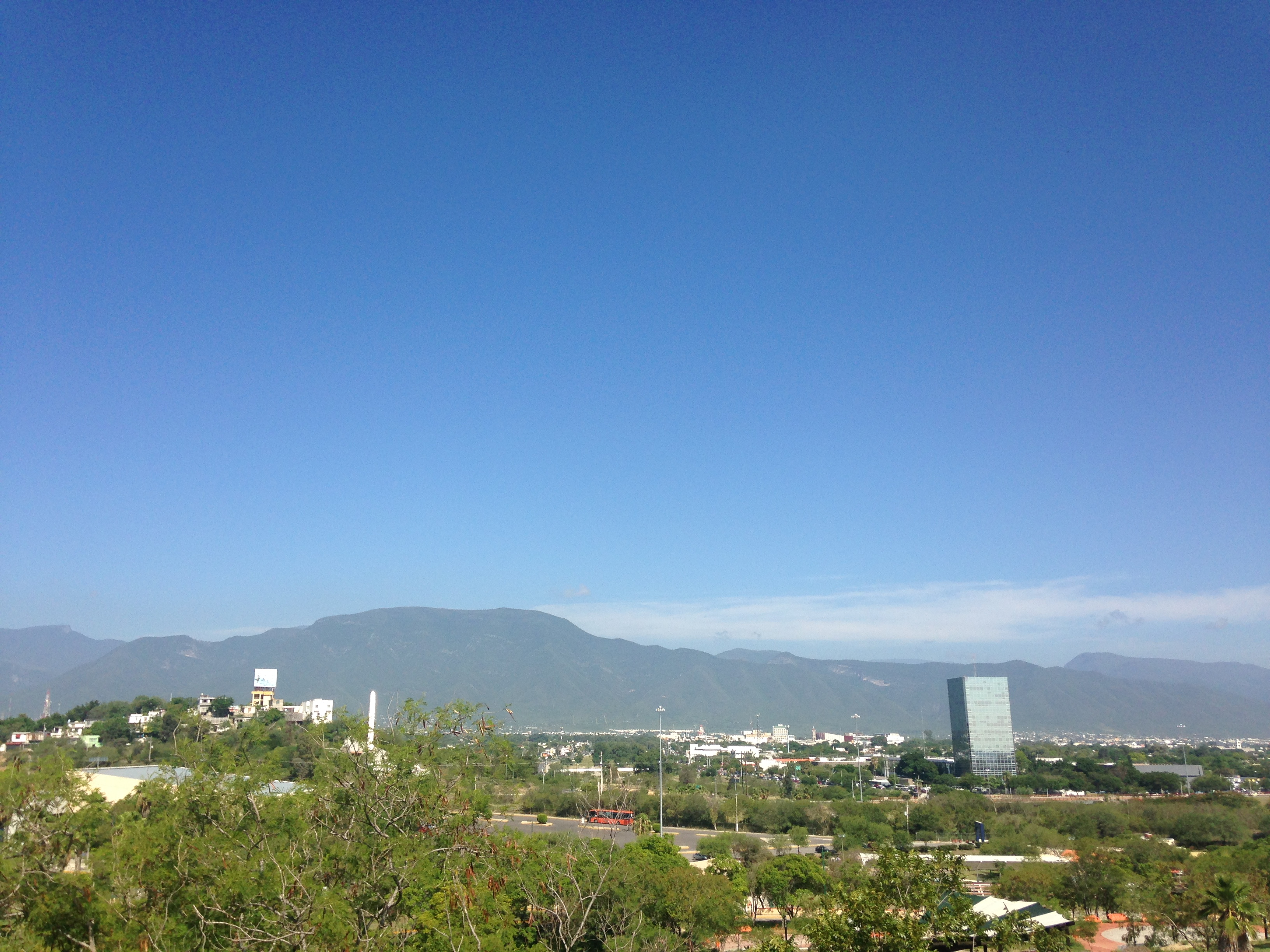
Vue de la ville et de la Sierra Madre orientale à l'horizon

La ville de Ciudad Victoria se trouve dans une zone de plaines et de collines, directement au pied à l'ouest du massif montagneux de la Gran Sierra Plegada, qui est une partie de la chaîne de montagnes de la Sierra Madre orientale, à une altitude de 321 mètres, tandis que les montagnes qui la dominent culminent à 2200 mètres. La ville est traversée au sud par la rivière San Marcos, et par un autre cours d'eau au nord, qui tous alimentent plus à l'est le fleuve Río Soto La Marina, qui se jette dans le golfe du Mexique. Elle peuplée de 278 455 habitants, tandis que sa municipalité en comptait en 2020 349 688.

## Histoire
La ville de Ciudad Victoria est fondée le 6 octobre 1750 par José de Escandón, créateur et colonisateur de la nouvelle province de Nouvelle-Santander, sous le nom de Villa de Santa María de Aguayo. En 1757, José Tienda de Cuervo effectue une visite de la nouvelle ville, tandis qu'en 1769, sur ordre du vice-roi de Nouvelle-Espagne, une distribution de terres a lieu.
En 1811, la capitale de la Nouvelle-Santander est déplacée de San Carlos à Aguayo.
Durant la Guerre d'indépendance du Mexique, la ville est prise par les troupes indépendantistes du général Felipe de la Garza, dans le cadre du Plan d'Iguala.
Peu après la déclaration d'indépendance du Mexique, en 1825, la ville de Santa María de Aguayo devient capitale de l'État du Tamaulipas, après que d'autres villes eurent antérieurement cette fonction. Elle change alors de nom et devient Ciudad Victoria, en l'honneur du leader indépendantiste Guadalupe Victoria.
Dans le contexte de la Guerre américano-mexicaine, la ville de Ciudad Victoria est occupée par les troupes américaines en en décembre 1846.
Durant la Révolution mexicaine, les révolutionnaires, opposés au président Victoriano Huerta, attaquent Ciudad Victoria sous le commandement du colonel Jesús Agustín Castro (es), en avril 1913. Au mois de novembre de la même année, les forces constitutionnalistes s'emparent de la ville.

## Éducation
La ville possède un campus universitaire dépendant de l'Universidad Autónoma de Tamaulipas (es).

## Transports
Ciudad Victoria possède un aéroport (code AITA : CVM).